# Mucientes
Mucientes település Spanyolországban, Valladolid tartományban. Mucientes Fuensaldaña, Valladolid, Villalba de los Alcores és Cigales községekkel határos. Lakosainak száma 691 fő (2024).

## Népesség
A település népessége az utóbbi években az alábbiak szerint változott:
| Lakosok száma | 613  | 632  | 686  | 732  | 731  | 713  | 681  | 662  | 659  | 691  |
|               | 2001 | 2004 | 2007 | 2009 | 2012 | 2014 | 2017 | 2019 | 2022 | 2024 |